# Dryobalanops oblongifolia
Dryobalanops oblongifolia är en tvåhjärtbladig växtart. Dryobalanops oblongifolia ingår i släktet Dryobalanops och familjen Dipterocarpaceae.

## Underarter
Arten delas in i följande underarter:
- D. o. oblongifolia
- D. o. occidentalis